# Sarcogyne novomexicana
Sarcogyne novomexicana är en lavart som beskrevs av Hugo Magnusson. Sarcogyne novomexicana ingår i släktet Sarcogyne och familjen Acarosporaceae.   Inga underarter finns listade i Catalogue of Life.